# جون سارجنت تورنر
جون سارجنت تورنر هو سياسي نيوزيلندي، ولد في 3 ديسمبر 1826 في Whangaroa ‏ في نيوزيلندا، وتوفي في 29 يوليو 1900 في بريزبان في أستراليا.